# Scaritinae
Sous-famille
Synonymes
- Scaritides Bonelli, 1810

Les Scaritinae sont une sous-famille de coléoptères de la famille des Carabidae.

## Systématique
La sous-famille Scaritinae est décrite par Bonelli rn 1810,.

## Tribus
Carenini - Clivinini - Dalyatini - Dyschiriini - Pasimachini - Promecognathini - Salcediini - Scaritini - †Palaeoaxinidiini

### Publication originale
- F. A. Bonelli, Observations Entomologiques. Première Partie (Cicindélètes et Portion des Carabiques), vol. 18, coll. « Mémoires de l’Académie des Sciences de Turin », 1810, 1-58 p.